# La Paille et le Grain
La Paille et le Grain est une chronique écrite par François Mitterrand, qui couvre la période de 1971 à l'été 1974.

## Présentation
Dans cette chronique tenue au jour le jour et dédiée aux époux Defferre, on trouve des textes parus dans le bloc-notes de L'Unité, l'hebdomadaire du Parti socialiste alors que d'autres sont inédits.
Il évoque les grandes questions politiques de l'époque, réfléchit, fixe ses idées à partir de ces notes. Il aborde Le programme commun de la gauche et les questions d'unité, d'identité, les inégalités en particulier celles suscitées par la fiscalité, la guerre endémique au proche-Orient. 
Il dresse aussi à sa manière le portrait d'hommes politiques tels que Sicco Mansholt, les présidents Georges Pompidou et Valéry Giscard d'Estaing ou celui du poète chilien et ami Pablo Neruda. Il parle aussi de choses anodines, de ce qu'il aime comme la beauté d'une plage en hiver, un vol de grues qui passent au-dessus de sa maison des Landes à Latche ou de son chien Titus.